# Pease (Minnesota)
Pour les articles homonymes, voir Pease.
Pease est une ville de l’État du Minnesota, aux États-Unis. La commune compte 242 habitants en l’an 2010. 